# Isolotti Smoquizza
Gli isolotti Smoquizza, scogli Smoquiza o isolotti Figo  (in croato: Smokvica Vela e Smokvica Mala) sono due isolotti della Croazia, situati di fronte alla costa dalmata, a sud-ovest di Rogosnizza. Amministrativamente appartengono al comune di Rogosnizza, nella regione di Sebenico e Tenin.

## Geografia
L'isolotto maggiore, Smoquizza Grande, si trova 1 km a ovest di Porto Sant'Antonio (uvala Movar), l'insenatura delimitata da punta Conja (rt Konj), a nord, e punta Sant'Antonio (rt Movar) a sud. Ha una lunghezza di circa 750 m, una superficie di 0,173 km², uno sviluppo costiero di 2 km e un'altezza massima è di 44,2 m. A nord, a circa 260 m, si trova Smoquizza Piccola, un piccolo isolotto arrotondato alto 25 m; con una superficie di 0,028 km² e uno sviluppo costiero di 0,66 km (43°31′08″N 15°56′32″E).

## Isolotti e scogli adiacenti
- Il piccolo scoglio Kalebinjak, sul quale c'è un segnale luminoso, si trova a est di Smoquizza Grande, a circa 170 m. Lo scoglio ha un'area di 1471 m²[6] (43°30′49″N 15°56′49″E).
- San Simone (Jaz o Šimun), isolotto a nord.
- Isolotto del Porto (Lukvenjak),  1,2 km a sud-est di San Simone.
- Circa 1,5 km a ovest di Smoquizza Grande c'è un piccolo scoglio chiamato Mulo[2][8] (hrid Mulo) alto 15 m[1], con una superficie di 0,00396 km²[6], sul quale c'è un faro costruito nel 1873[9] 43°32′14″N 15°58′06″E.
- Planca[10] (Planka), scoglio a sud-est, a brevissima distanza da capo San Niccolò (rt Ploča o Planka), ha un'area di 1272 m²[6] 43°29′36″N 15°58′08″E.
- Scoglio Millelire[11][12] (Melevrin), situato 900 m[1] circa a sud-est di Planca, ha un'area di 2565 m²[6] 43°29′28″N 15°58′51″E.

### Cartografia
- (HR) Mappa topografica della Croazia 1:25000, su preglednik.arkod.hr. URL consultato il 9 gennaio 2017.
- G. Giani, Carta prospettiva delle Comuni censuarie della Dalmazia, foglio 6, 1839. Fondo Miscellanea cartografica catastale, Archivio di Stato di Trieste.